# Chris Buck
Chris Buck (sinh ngày 24 tháng 2 năm 1958) là một đạo diễn phim người Mỹ nổi tiếng với vai trò đạo diễn Tarzan (1999), Surf's Up (2007) (được đề cử năm 2007 giải Oscar cho phim hoạt hình hay nhất) và Frozen (2013) (đã giành giải Oscar cho Phim hoạt hình hay nhất năm 2014). Ông cũng từng làm việc như một nhà làm phim hoạt hình giám sát trên Home on the Range (2004) và Pocahontas (1995).

## Cuộc sống và sự nghiệp
Là người bản địa của Wichita, Kansas, Buck được truyền cảm hứng khám phá hoạt hình bởi bộ phim đầu tiên anh từng xem trong rạp chiếu phim khi còn nhỏ: Disney Pinocchio.  Gia đình anh cuối cùng chuyển đến Pl Nhauia, California, nơi anh tốt nghiệp Trường trung học El Dorado.
Buck học hoạt hình nhân vật trong hai năm tại CalArts, nơi anh cũng dạy từ năm 1988 đến 1993. Tại CalArts, Buck trở thành bạn với cả John Lasseter và Michael Giaimo, người mà anh sẽ làm việc cùng nhiều năm sau đó trên Frozen.:33 Ông bắt đầu sự nghiệp của mình như là một họa sĩ hoạt hình với Disney năm 1978.
Bên cạnh công việc là đồng đạo diễn cho Tarzan và Frozen, các đóng góp quan trọng khác của Buck tại Disney cũng bao gồm bộ phim hoạt hình năm 1995 Pocahontas, nơi ông giám sát hoạt hình của ba nhân vật trung tâm: Percy, Grandmother Willow và Wiggins. Buck cũng giúp thiết kế các nhân vật cho bộ phim hoạt hình bom tấn năm 1989 The Little Mermaid, thực hiện hoạt hình thử nghiệm cho The Rescuers Down Under (1990) và Who Framed Roger Rabbit (1988), và là một họa sĩ hoạt hình trên The Fox and the Hound (1981).